# Підосиновець (Нікольський район)
Підоси́новець (рос. Подосиновец) — селище у складі Нікольського району Вологодської області, Росія. Входить до складу Краснополянського сільського поселення.

## Населення
Населення — 131 особа (2010; 107 у 2002).
Національний склад (станом на 2002 рік):
- росіяни — 100 %